# Pedro Calungsod
Pedro Calungsod (1655? Ginatilan – 2. dubna 1672 Tumon) byl filipínský římskokatolický laik, katecheta a mučedník.

## Život
Narodil se asi roku 1655 v Ginatilanu. Byl jedním z mladých katechetů, kteří spolu se španělskými jezuitskými misionáři došli až k Mariánským ostrovům, aby hlásali evangelium místním obyvatelům tzv. „Čamorům“.
Mnozí přijali víru, avšak jeden čínský léčitel jménem Choco, který žárlil na misionáře, začal šířit lživé zvěsti, že svěcená voda je otrávená. Když některé nemocné děti byly pokřtěny a později zemřely, mnozí čínskému léčiteli uvěřili. Léčitelova pomlouvačná kampaň byla příznivě přijímána některými pověrčivými domorodci, kteří začali misionáře pronásledovat.
Dne 2. dubna 1672, došel Pedro s představeným misie paterem Diegem Luisem de San Vitorem, do vesnice Tomhom na ostrově Guam, aby zde pokřtili jedno dítě. Otec dítěte jménem Matapang však velmi zuřivě odmítal křest dítěte. Matapang, rozhodnutý zabít misionáře, usiloval získat na svojí stranu dalšího muže jménem Hirao.
Spolu začali nejprve na Pedra vrhat oštěpy, pak i na ostatní misionáře. Chlapec se s šikovností opatrně vyhýbal kopím. Zásluhou své pružnosti měl dobré možnosti na útěk, ale nechtěl kněze ponechat samotného. Nakonec ho jeden oštěp zasáhl do hrudi a Hirao ho dorazil zakřivenou šavlí úderem do hlavy. Poté zavraždili i pátera Diega. Těla hodili do oceánu. Jejich ostatky nikdy nebyly nalezeny.

## Úcta
Blahořečen byl 5. března 2000 a svatořečen 21. října 2012.